# Ajuntament de Sfax
L'Ajuntament de Sfax és la seu del municipi de Sfax, ubicada en un edifici al centre de la ciutat construït el 1906.

## Història
L'Ajuntament de Sfax va ser construït durant el protectorat francès, entre 1905 i el 14 de març de 1906 .
El 1912 van començar les obres d'ampliació, que no es van completar fins al 1943.

Imatges antigues de l'Ajuntament de Sfax
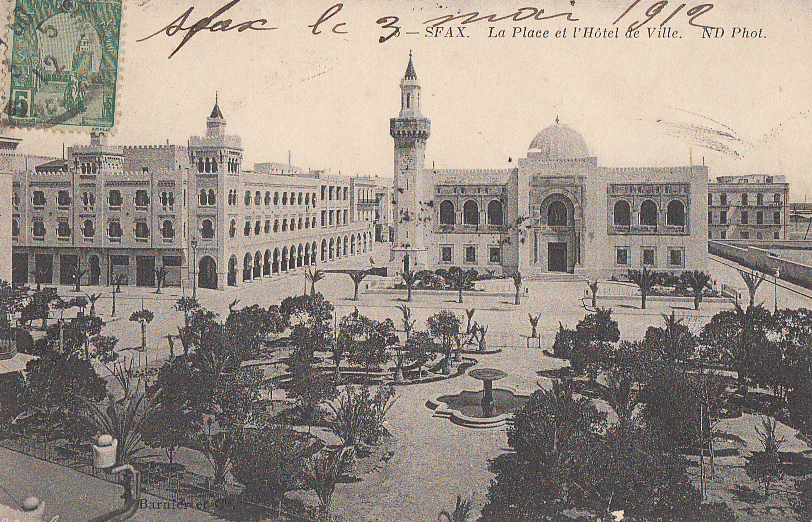
L'Ajuntament en una postal
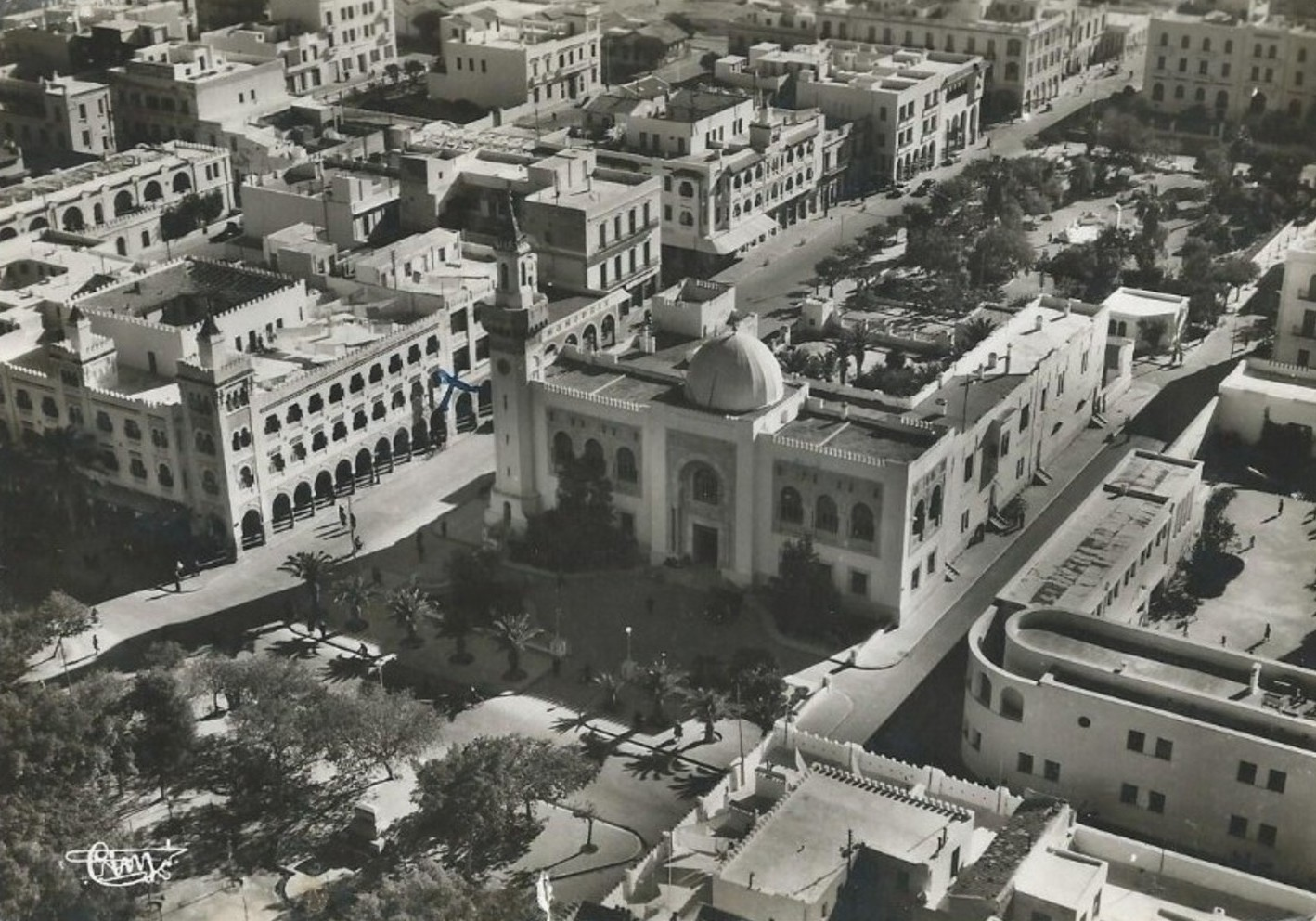
L'Ajuntament de Sfax al segle XX
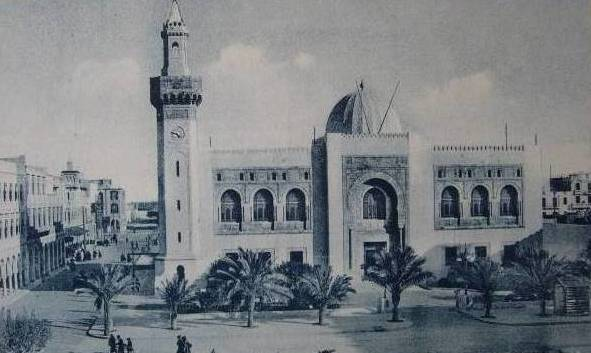
Façana de l'ajuntament

## Museu Arqueològic
L'ajuntament també alberga un museu arqueològic que exposa col·leccions de mosaics, vidre, ceràmica i monedes de l'època romana procedents de jaciments arqueològics de la regió.